# Uxelles
Uxelles és un municipi francès situat al departament del Jura i a la regió de Borgonya - Franc Comtat. L'any 2007 tenia 55 habitants.

## Demografia

### Població
El 2007 la població de fet d'Uxelles era de 55 persones. Hi havia 26 famílies de les quals 13 eren unipersonals (9 homes vivint sols i 4 dones vivint soles), 4 parelles sense fills i 9 parelles amb fills.
La població ha evolucionat segons el següent gràfic:
Habitants censats

### Habitatges
El 2007 hi havia 48 habitatges, 26 eren l'habitatge principal de la família, 22 eren segones residències i 1 estava desocupat. 46 eren cases i 2 eren apartaments. Dels 26 habitatges principals, 20 estaven ocupats pels seus propietaris, 1 estava llogat i ocupat pels llogaters i 4 estaven cedits a títol gratuït; 1 tenia dues cambres, 2 en tenien tres, 8 en tenien quatre i 15 en tenien cinc o més. 18 habitatges disposaven pel capbaix d'una plaça de pàrquing. A 11 habitatges hi havia un automòbil i a 13 n'hi havia dos o més.

### Piràmide de població
La piràmide de població per edats i sexe el 2009 era:
| Homes | Edats   | Dones |
| ----- | ------- | ----- |
| 0     | 95 o +  | 0     |
| 0     | 90 a 94 | 0     |
| 0     | 85 a 89 | 0     |
| 0     | 80 a 84 | 0     |
| 0     | 75 a 79 | 0     |
| 0     | 70 a 74 | 0     |
| 0     | 65 a 69 | 0     |
| 0     | 60 a 64 | 4     |
| 4     | 55 a 59 | 4     |
| 0     | 50 a 54 | 0     |
| 0     | 45 a 49 | 0     |
| 4     | 40 a 44 | 0     |
| 0     | 35 a 39 | 0     |
| 0     | 30 a 34 | 0     |
| 0     | 25 a 29 | 0     |
| 0     | 20 a 24 | 0     |
| 0     | 15 a 19 | 0     |
| 0     | 10 a 14 | 0     |
| 0     | 5 a 9   | 0     |
| 0     | 0 a 4   | 0     |

## Economia
El 2007 la població en edat de treballar era de 35 persones, 27 eren actives i 8 eren inactives. De les 27 persones actives 22 estaven ocupades (15 homes i 7 dones) i 5 estaven aturades (3 homes i 2 dones). De les 8 persones inactives 3 estaven jubilades, 2 estaven estudiant i 3 estaven classificades com a «altres inactius».
Activitats econòmiques
Dels 2 establiments que hi havia el 2007, 1 era d'una empresa de construcció i 1 d'una empresa d'hostatgeria i restauració.
L'únic servei als particulars que hi havia el 2009 era una fusteria.
L'any 2000 a Uxelles hi havia 3 explotacions agrícoles que ocupaven un total de 372 hectàrees.

## Poblacions més properes
El següent diagrama mostra les poblacions més properes.